# Pancerzowce Polski
Liczba gatunków pancerzowców (Malacostraca) stwierdzonych w Polsce wynosi około 120 taksonów, w tym około 50 gatunków morskich.

## Głębinówki (Bathynellacea)
Rodzina głębinówkowate Bathynellidae
- Bathynella natans Vejdovsky, 1882 – głębinówka ślepa – gatunek występujący w wodach podziemnych

## Lasonogi (Mysidacea)
Rodzina lasonogowate Mysidae
- Mysis mixta Liljeborg, 1852 – lasonóg wielki[2]
- Mysis oculata (O. Fabricius, 1780) – dane z piśmiennictwa odnoszą się do M. relicta
- Mysis relicta Lovn, 1862 – lasonóg jeziorny – gatunek zbiorowy
- Neomysis integer (Leach, 1814)
- Neomysis vulgaris (Thompson, 1828) – lasonóg pospolity[2]
- Praunus flexuosus (O.F. Muller, 1776) – lasonóg brzegowy
- Praunus inermis (Rathke, 1843) – lasonóg drobny
- Mesopodopsis slabberi (Van Beneden, 1861)
- Gastrosaccus spinifer (Goes, 1864) – lasonóg zachodni
- Leptomysis mediterranea (G. O. Sars, 1877) (lub L. gracilis (G.O.Sars, 1864))

## Obunogi (Amphipoda)
Rodzina kiełżowate Gammaridae
- Gammarus balcanicus Schaferna, 1922 – kiełż bałkański
- Gammarus duebeni Liljeborg, 1852 – kiełż brzegowy
- Gammarus fossarum Koch, 1836
- Gammarus inaequicauda Stock, 1966 – kiełż zwyczajny
- Gammarus lacustris G. O. Sars, 1863 – kiełż jeziorowy
- Gammarus leopoliensis Jażdżewski et Konopacka, 1988
- Gammarus locusta (Linnaeus, 1758) – kiełż morski
- Gammarus oceanicus Segerstrale, 1947 – kiełż oceaniczny
- Gammarus pulex (Linnaeus, 1758) – kiełż zdrojowy
- Gammarus roeselii Gervais, 1835
- Gammarus salinus Spooner, 1947 – kiełż bałtycki
- Gammarus tigrinus Sexton, 1939 – gatunek inwazyjny
- Gammarus varsoviensis Jażdżewski, 1975 – kiełż warszawski
- Gammarus zaddachi Sexton, 1912 – kiełż zalewowy
- Chaetogammarus ischnus (Stebbing, 1899) – gatunek inwazyjny
- Chaetogammarus stoerensis (Reid, 19338)
- Obesogammarus crassus (G.O. Sars, 1894)
- Pallaseopsis quadrispinosa (G.O. Sars, 1867), syn. Pallasea quadrispinosa G.O. Sars, 1867[3], Pallasiola quadrispinosa (G. O. Sars, 1867)[1]
- Dikerogammarus haemobaphes (Eichwald, 1841) – gatunek inwazyjny
- Dikerogammarus villosus (Sowinsky, 1894) – gatunek inwazyjny

Rodzina Pontogammaridae
- Obesogammarus crassus (G.O. Sars, 1894) – gatunek inwazyjny
- Pontogammarus robustoides (G. O. Sars, 1894) – gatunek inwazyjny

Rodzina Crangonyctidae
- Crangonyx paxi Schellenberg, 1935
- Synurella ambulans ambulans (F. Muller, 1847) – obok formy typowej 2 podgatunki – S. ambulans subterranea S. Karaman, 1931 i S. ambulans tenebrarum Wrześniowski, 1888
- Synurella coeca Dobreanu et Manolache, 1951 – w studniach Kazimierza Dolnego endemiczny podgatunek S. coeca rafalskii Skalski, 1983

Rodzina Pontoporeiidae
- Monoporeia affinis (Lindstrom, 1855) – pontoporeja czarnooka[4]
- Pontoporeia femorata Kroyer, 1842 – pontoporeja krasnooka[4]
- Bathyporeia pilosa Lindstrom, 1855 – batyporeja[4]

Rodzina Melitidae
- Melita palmata (Montagu, 1804) – melita[4]

Rodzina studniczkowate Niphargidae
- Niphargellus arndti (Schellenbeg, 1933)
- Niphargus aquilex Schiodte, 1855
- Niphargus casimiriensis Skalski, 1980
- Niphargus cf. inopinatus Schellenberg, 1932 – podany wyłącznie w piśmiennictwie
- Niphargus leopoliensis Jaworowski, 1893
- Niphargus tatrensis Wrześniowski, 1888

Rodzina Calliopiidae
- Calliopius laeviusculus (Krøyer, 1838) – kaliopius[4]

Rodzina Gammarellidae
- Gammarellus homari (J.C.Fabricius, 1779)

Rodzina Phoxocephalidae
- Phoxocephalus holboelli Krøyer, 1838 – migrant, znany wyłącznie z literatury

Rodzina Ampithoidae
- Amphithoe rubicata (Montagu, 1808)

Rodzina Aoridae
- Leptocheirus pilosus Zaddach, 1844 – leptochejrus[4]

Rodzina bełkaczkowate Corophiidae
- Crassicorophium crassicorne (Bruzelius, 1859) – bełkaczek zachodni
- Apocorophium lacustre (Vanhoffen, 1911) – bełkaczek zalewowy
- Corophium multisetosum Stock, 1952
- Corophium volutator (Pallas, 1766) – bełkaczek pospolity[2]
- Chelicorophium curvispinum (G.O. Sars, 1895) – bełkaczek wschodni[2], gatunek inwazyjny

Rodzina Podoceridae
- Dyopedos monocanthus (Metzger, 1875) – migrant, znany wyłącznie z literatury

Rodzina Stenthoidae
- Metopa pusilla G. O. Sars, 1892 – migrant, znany wyłącznie z literatury

Rodzina zmieraczkowate Talitridae
- Orchestia cavimana Heller, 1865 – zmieraczek zalewowy, rozskocz[2]
- Deshayesorchestia deshayesii (Audouin, 1826) – zmieraczek zatokowy
- Talitrus saltator (Montagu, 1808) – zmieraczek plażowy[2][4]
- Talitroides allaudi (Chevreux, 1896) – zmieraczek cieplarniowy[2][4]

Rodzina Caprellidae
- Caprella linearis (Linnaeus, 1767) – migrant, znany wyłącznie z literatury

Rodzina Hyperiidae
- Hyperia galba (Montagu, 1813)

## Równonogi (Isopoda)

### Wodne
Rodzina dłużlikowate Anthuridae
- Cyathura carinata (Kroyer, 1848) – dłużlik[4]

Rodzina eurydykowate Cirolanidae
- Eurydice pulchra Leach, 1815 – eurydyka[4]

Rodzina stulnikowate Sphaeromatidae
- Lekanesphaera hookeri (Leach, 1814)[5], syn. Sphaeroma hookeri Leach, 1814 – stulnik pasiasty[1][4]
- Lekanesphaera rugicauda (Leach, 1814)[6], syn. Sphaeroma rugicauda Leach, 1814 – stulnik szary[1][4]

Rodzina ośliczkowate Asellidae
- Asellus aquaticus (Linnaeus, 1758) – ośliczka wodna[potrzebny przypis], ośliczka pospolita[2][4]
- Proasellus slavus (Remy, 1948)

Rodzina jerowate Janiridae
- Jaera albifrons Leach, 1814 – jera większa – w polskim Bałtyku podgatunek J. albifrons syei Leach, 1814
- Jaera ischiosetosa Forsman, 1949 – jera pospolita
- Jaera praehirsuta Forsman, 1949 – jera jajowata

Rodzina podwoikowate Idoteidae
- Idotea balthica (Pallas, 1772) – podwoik bałtycki[4]
- Idotea chelipes (Pallas, 1766) – podwoik mniejszy[4]
- Idotea granulosa Rathke, 1843 – podwoik zachodni

Rodzina podwojowate Chaetilidae
- Saduria entomon (Linnaeus, 1758) – podwój wielki[2][4]

### Lądowe
Równonogi lądowe, czyli należące do podrzędu Oniscidea.
Rodzina Ligiidae
- Ligidium germanicum Verhoeff, 1901
- Ligidium hypnorum (Cuvier, 1792) – przystawiec pospolity[2][7]

Rodzina Trichoniscidae
- Trichoniscus pusillus Brandt, 1833 – stonożek drobny[4][7]
  - Trichoniscus provisorius[8] – wcześniej podgatunek Trichoniscus pusillus[1]
- Trichoniscus pygmaeus Verhoeff, 1908 – gatunek zawleczony, tylko w cieplarniach
- Androniscus dentiger Verhoeff, 1908 – gatunek zawleczony, tylko w cieplarniach
- Hyloniscus mariae Verhoeff, 1908
- Hyloniscus riparius (C. L. Koch, 1838)
- Haplophthalmus danicus Budde-Lund, 1880
- Haplophthalmus mengii (Zaddach, 1844)
- Haplophthalmus montivagus Verhoeff, 1941 – gatunek zawleczony, tylko w cieplarniach

Rodzina Platyarthidae
- Trichorhina tomentosa (Budde-Lund, 1839) – gatunek zawleczony, tylko w cieplarniach
- Platyarthrus hoffmannseggii Brandt, 1833

Rodzina Philosciidae
- Philoscia muscorum (Scopoli, 1763) – podliść zwinny[2][4]
- Lepidoniscus minutus (C. L. Koch, 1838)

Rodzina stonogowate Oniscidae
- Oniscus asellus Linnaeus, 1758 – stonoga murowa[2], stonóg murowy[4]

Rodzina Cylisticidae
- Cylisticus convexus (De Geer, 1778) – skuliczek gładki[2], skulicznik gładki[4]

Rodzina prosionkowate Porcellionidae
- Porcellionides pruinosus (Brandt, 1833) – prosionek opylony[4]
- Porcellio dilatatus Brandt, 1833 – prosionek szeroki[4]
- Porcellio laevis Latreille, 1804
- Porcellio scaber Latreille, 1804 – prosionek szorstki[2][4]
- Porcellio spinicornis Say, 1818 – prosionek pstry[4]

Rodzina Trachelipodidae
- Protracheoniscus major (Dollfus, 1903)
- Protracheoniscus politus (C. L. Koch, 1841) – prosionek nadobny[7]
- Trachelipus nodulosus (C. L. Koch, 1838)
- Trachelipus rathkii (Brandt, 1833) – prosionek pospolity[4]
- Trachelipus ratzeburgii (Brandt, 1833)
- Trachelipus waechtleri Strouhal, 1951
- Porcellium collicola (Verhoeff, 1907)
- Porcellium conspersum (C. L. Koch, 1841) – prosionek upstrzony[4]

Rodzina Armadillidiidae
- Armadillidium nasatum (Budde-Lund, 1885) – kulanka nosata[4], gatunek zawleczony, tylko w cieplarniach
- Armadillidium arcangelii (Strouhal, 1929)  – gatunek zawleczony, znaleziony w doniczkach i szklarniach[9]
- Armadillidium opacum (C. L. Koch, 1841) – kulanka szara[7]
- Armadillidium pictum Brandt, 1833 – kulanka malowana[4]
- Armadillidium pulchellum (Zenker, 1798) – kulanka nadobna[2][4]
- Armadillidium vulgare (Latreille, 1804)
- Armadillidium zenckeri Brandt, 1833

Rodzina Armadillidae
- Armadillo officinalis Dumeril, 1816 – gatunek zawleczony, tylko w cieplarniach

## Kleszczugi (Tanaidacea)
Rodzina Paratanaidae
- Heterotanais oerstedii (Krøyer, 1842)[10], syn. H. oerstedi (Krøyer, 1842)[1]

## Pośródki (Cumacea)
Rodzina Diastylidae
- Diastylis rathkii (Krøyer, 1841)

## Eufazje (Euphausiacea)
Rodzina krylowate Euphausiidae
- Meganyctiphanes norvegica (M. Sars, 1857) – kryl północny[2] – migrant w wodach Bałtyku, znany tylko z literatury

## Dziesięcionogi (Decapoda)

### Krewetki (Caridea)
Rodzina Palaemonidae
- Palaemonestes varians (Leach, 1814) – krewetka zmienna[4]
- Palaemon adspersus Rathke, 1837 – krewetka bałtycka[4]

Rodzina garnelowate Crangonidae
- Crangon crangon (Linnaeus, 1758) – garnela pospolita[2], garnela[4]

### Raki (Astacidea)
Rodzina rakowate Astacidae
- Astacus astacus (Linnaeus, 1758) – rak szlachetny, rak rzeczny[2][4]
- Pontastacus leptodactylus Eschscholtz,1823 – rak błotny[4], rak stawowy[2][4]
- Pacifastacus leniusculus (Dana, 1852) – rak sygnałowy[4]

Rodzina Cambaridae
- Orconectes limosus (Rafinesque, 1817) – rak pręgowaty[11], rak amerykański[2][4]

### Pustelniki (Anomura)
Rodzina pustelnikowate Paguridae
- Pagurus bernhardus (Linnaeus, 1758) – pustelnik bernardyn – dane o występowaniu na polskim wybrzeżu jedynie w dawnym piśmiennictwie

### Kraby (Brachyura)
Rodzina raczyńcowate Portunidae
- Carcinus maenas (Linnaeus, 1758) – raczyniec jadalny[2] – rzadki migrant, na wybrzeżu Bałtyku

Rodzina Xanthidae
- Rhithropanopeus harrisii (Gould, 1841) – krabik amerykański[2][4] (w Polsce R. harrisii tridentatus (Maitland, 1875) w Martwej Wiśle i Zalewie Wiślanym)

Rodzina Grapsidae
- Eriocheir sinensis Milne-Edwards, 1853 – krab wełnistoręki[2][4]